# Port lotniczy Bruksela

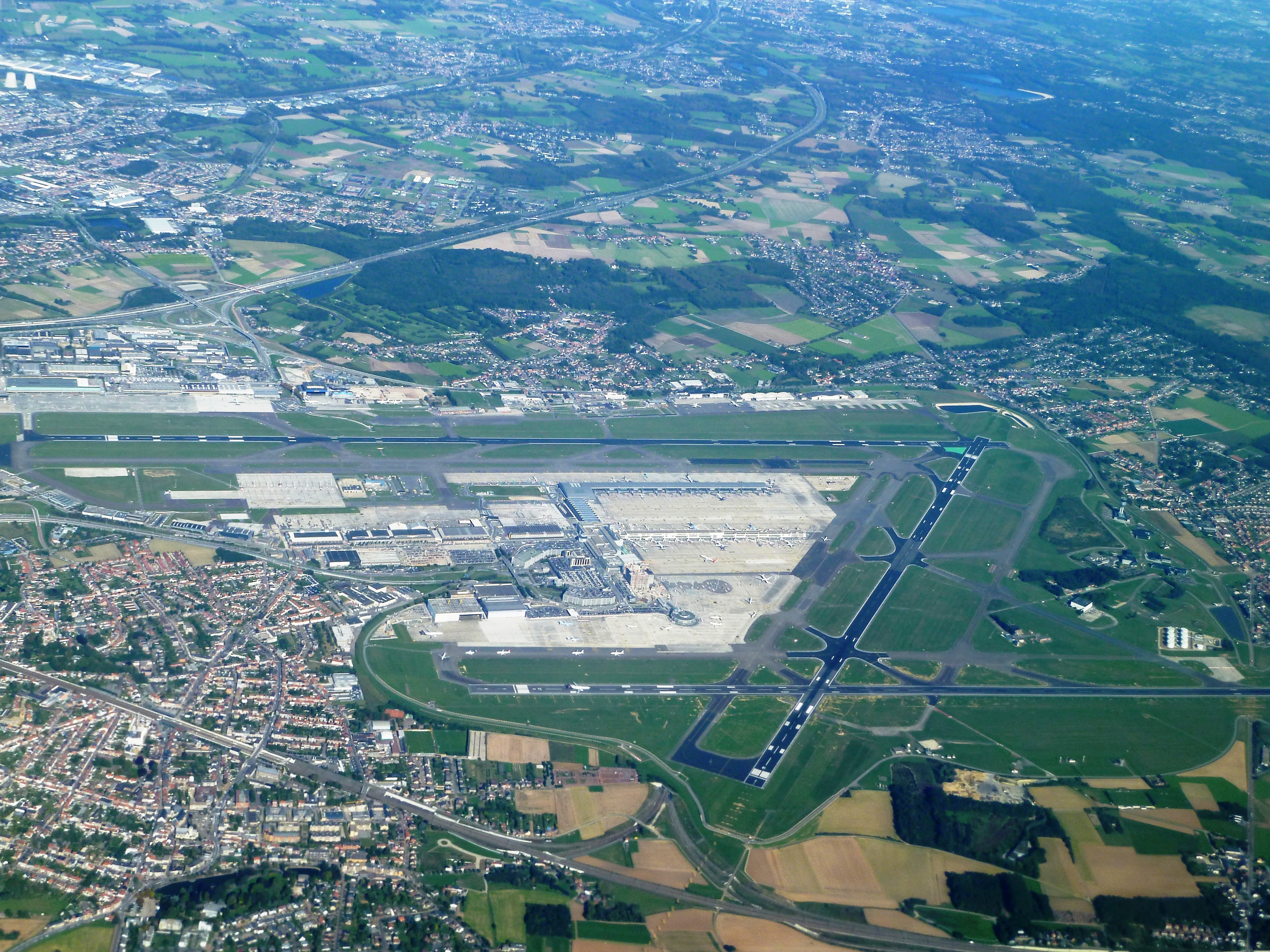
Lotnisko widziane z samolotu

Port lotniczy Bruksela (niderl.: Luchthaven Brussel, fr: Aéroport de Bruxelles, IATA: BRU, ICAO: EBBR) – międzynarodowe lotnisko położone w Zaventem, 12 km na północny wschód od Brukseli. Jest największym portem lotniczym w Belgii. 
Do 19 października 2006 obowiązywała francuska nazwa Aéroport de Bruxelles-Zaventem, jeszcze dawniej niderl. /fr.: Brussel Nationaal/Bruxelles-National.
22 marca 2016 na lotnisku doszło do zamachu terrorystycznego, w którym zginęło 14 osób.

## Linie lotnicze i połączenia
| Linia lotnicza             | Kierunek |
| -------------------------- | --- |
| Aegean Airlines            | 1. Ateny 2. Saloniki |
| Aer Lingus                 | 1. Dublin |
| Air Algerie                | 1. Algier Sezonowo: 1. Oran |
| Air Arabia                 | 1. Casablanca 2. Fez 3. Nador 4. Oujda 5. Tanger |
| airBaltic                  | 1. Ryga 2. Tallinn 3. Wilno |
| Air Canada                 | 1. Montreal Sezonowo: 1. Toronto-Pearson |
| Air Europa                 | 1. Madryt |
| Air Serbia                 | 1. Belgrad |
| Air Transat                | Sezonowo: 1. Montreal |
| AJet                       | 1. Stambuł-Sabiha Gökçen Sezonowo: 1. Ankara 2. Antalya |
| All Nippon Airways         | 1. Tokio-Narita |
| Austrian Airlines          | 1. Wiedeń Sezonowo: 1. Innsbruck |
| British Airways            | 1. Londyn-Heathrow |
| Brussels Airlines          | 1. Abidżan 2. Akra 3. Alicante 4. Bandżul 5. Barcelona 6. Berlin 7. Bilbao 8. Billund 9. Birmingham 10. Budapeszt 11. Bużumbura 12. Konakry 13. Kopenhaga 14. Kotonu 15. Dakar-Diass 16. Douala 17. Edynburg 18. Entebbe 19. Erywań 20. Faro 21. Frankfurt 22. Freetown 23. Genewa 24. Göteborg 25. Gran Canaria 26. Hamburg 27. Hurghada 28. Jaunde 29. Kigali 30. Kinszasa 31. Lanzarote 32. Lizbona 33. Lublana 34. Lomé 35. Londyn-Heathrow 36. Luanda (do 25 marca 2025) 37. Lyon 38. Madryt 39. Malaga 40. Manchester 41. Marsylia 42. Mediolan-Linate 43. Mediolan-Malpensa 44. Monrovia 45. Monachium 46. Nowy Jork-JFK 47. Nicea 48. Oslo-Gardermoen 49. Wagadugu 50. Paryż-Charles de Gaulle 51. Porto 52. Praga 53. Rzym-Fiumicino 54. Sztokholm-Arlanda 55. Strasburg 56. Tel Awiw 57. Teneryfa-Południe 58. Tuluza 59. Wenecja-Marco Polo 60. Wiedeń 61. Wilno 62. Warszawa-Chopin 63. Zurych Sezonowo: 1. Ateny 2. Bordeaux 3. Brindisi 4. Katania 5. Chania 6. Korfu 7. Dubrownik 8. Dżerba 9. Florencja 10. Heraklion 11. Ibiza 12. Kos 13. Madera (od 5 kwietnia 2025) 14. Marrakesz 15. Monastyr 16. Mitylena 17. Nador 18. Neapol 19. Olbia 20. Oujda 21. Palma de Mallorca 22. Rabat 23. Rodos 24. Samos 25. Szarm el-Szejk 26. Split 27. Tanger 28. Walencja 29. Waszyngton-Dulles 30. Zadar 31. Zakintos Sezonowe czartery: 1. Harstad/Narwik |
| Bulgaria Air               | 1. Sofia |
| Cathay Pacific             | 1. Hongkong (wznowione 4 kwietnia 2025) |
| Corendon Airlines          | Sezonowo: 1. Antalya 2. Bodrum 3. Burgas 4. Dalaman 5. Eskişehir 6. Heraklion 7. Izmir 8. Kos 9. Palma de Mallorca 10. Rodos 11. Teneryfa-Południe |
| Croatia Airlines           | 1. Zagrzeb |
| Dan Air                    | 1. Braszów 2. Bukareszt |
| Delta Air Lines            | Sezonowo: 1. Atlanta (wznowione 11 czerwca 2025) 2. Nowy Jork-JFK |
| easyJet                    | 1. Bordeaux (od 31 marca 2025) 2. Genewa 3. Mediolan-Linate (od 30 marca 2025) 4. Nicea 5. Rzym-Fiumicino (od 30 marca 2025) |
| EgyptAir                   | 1. Kair |
| Emirates                   | 1. Dubaj |
| Ethiopian Airlines         | 1. Addis Abeba |
| Etihad Airways             | 1. Abu Zabi |
| Finnair                    | 1. Helsinki |
| Flynas                     | 1. Dżudda |
| FlyOne                     | 1. Kiszyniów |
| Hainan Airlines            | 1. Pekin 2. Szanghaj-Pudong 3. Shenzhen |
| HiSky                      | 1. Bukareszt |
| Iberia                     | 1. Madryt |
| Icelandair                 | 1. Reykjavik-Keflavik |
| ITA Airways                | 1. Mediolan-Linate 2. Rzym-Fiumicino |
| Juneyao Air                | 1. Szanghaj-Pudong |
| KLM                        | 1. Amsterdam |
| LOT                        | 1. Warszawa-Chopin |
| Lufthansa                  | 1. Frankfurt 2. Monachium |
| Middle East Airlines       | 1. Bejrut |
| Norwegian Air Shuttle      | Sezonowo: 1. Oslo (od 22 czerwca 2025) 2. Tromsø |
| Nouvelair                  | Sezonowo: 1. Dżerba 2. Tunis |
| PLAY                       | Sezonowo: 1. Reykjavik-Keflavik |
| Qatar Airways              | 1. Doha |
| Royal Air Maroc            | 1. Casablanca 2. Marrakesz 3. Nador 4. Rabat 5. Tanger Sezonowo: 1. Al-Husajma 2. Oujda |
| Royal Jordanian            | 1. Amman |
| RwandAir                   | 1. Kigali |
| Ryanair                    | 1. Barcelona 2. Berlin (do 29 marca 2025) 3. Dublin 4. Madryt 5. Malaga 6. Marrakesz 7. Porto 8. Rzym-Fiumicino 9. Walencja Sezonowo: 1. Girona 2. Palma de Mallorca |
| SAS                        | 1. Kopenhaga 2. Oslo Gardermoen 3. Sztokholm-Arlanda |
| Sky Express                | 1. Ateny Sezonowo: 1. Heraklion |
| SunExpress                 | 1. Eskişehir Sezonowo: 1. Adana 2. Ankara 3. Antalya 4. Dalaman 5. Izmir |
| SWISS                      | 1. Genewa 2. Zurych |
| TAP Portugal               | 1. Lizbona |
| TAROM                      | 1. Bukareszt-Otopeni |
| Thai Airways International | 1. Bangkok-Suvarnabhumi |
| Transavia                  | 1. Alicante 2. Bari 3. Bordeaux (od 18 kwietnia 2025) 4. Faro 5. Marrakesz 6. Montpellier (od 10 kwietnia 2025) 7. Saloniki Sezonowo: 1. Ibiza 2. Innsbruck 3. Malaga 4. Salzburg 5. Santorini 6. Sewilla 7. Teneryfa-Południe 8. Zakintos |
| TUI fly Belgium            | 1. Agadir 2. Al-Husajma 3. Alicante 4. Algier 5. Antalya 6. Bidżaja 7. Boa Vista 8. Cancún (do 31 października 2025) 9. Casablanca 10. Konstantyna 11. Dakar-Diass 12. Dżerba 13. Enfidha 14. Eskişehir 15. Fuerteventura 16. Madera 17. Gran Canaria 18. Hurghada 19. Lanzarote 20. Malaga 21. Marrakesz 22. Marsa Alam 23. Oran 24. Punta Cana (do 30 października 2025) 25. Rabat 26. Sal 27. Szarm el-Szejk 28. Teneryfa-Południe 29. Tirana 30. Tilimsan 31. Tunis 32. Varadero Sezonowo: 1. Ajaccio-Napoléon Bonaparte 2. Almería 3. Aruba 4. Bandżul 5. Bodrum 6. Brindisi 7. Burgas 8. Katania 9. Chania 10. Korfu 11. Dubrownik 12. Faro 13. Girona 14. Heraklion 15. Ibiza 16. Izmir 17. Jerez 18. Karpatos 19. Kittilä 20. Kos 21. Lamezia Terme 22. La Palma 23. Larnaka 24. Luksor 25. Menorka 26. Montego Bay 27. Mitylena 28. Mykonos 29. Nador 30. Neapol 31. Ochryda 32. Olbia 33. Palermo 34. Palma de Mallorca 35. Pafos 36. Patras 37. Ponta Delgada 38. Prisztina 39. Pula 40. Reus 41. Rodos 42. Samos 43. Santoryn 44. Tanger 45. Tetuan 46. Saloniki 47. Walencja 48. Warna 49. Zadar 50. Zakintos |
| Tunisair                   | 1. Tunis |
| Turkish Airlines           | 1. Stambuł |
| United Airlines            | 1. Chicago-O’Hare 2. Newark 3. Waszyngton-Dulles |
| Vueling                    | 1. Alicante 2. Barcelona 3. Bilbao 4. Florencja (od 1 kwietnia 2025) 5. Malaga 6. Walencja Sezonowo: 1. Santiago de Compostela 2. Sewilla |
| Widerøe                    | 1. Bergen |
| Wizz Air                   | 1. Budapeszt |